# Boxboll
Boxboll (även päronboll),  är ett träningsföremål som används främst av boxare. Man slår på bollen för att träna armarna. Boxbollen är ofta runt 45 cm lång.